# كتاب معرفة مساحة الأشكال البسيطة والكرية
كتاب معرفة مساحة الأشكال البسيطة والكرية هو أهم الأعمال التي أنتجها بنو موسى (ثلاثة إخوة فارسيين مسلمين من القرن التاسع عملوا في بغداد). ترجم عالم الفلك الإيطالي جيرارد الكريموني الكتاب في القرن الثاني عشر إلى اللاتينية بعنوان (Liber trium fratrum de geometria and Verba filiorum Moysi filii Sekir). وقد حرر العمل الأصلي العالم الموسوعي الفارسي المسلم نصير الدين الطوسي باللغة العربية في القرن الثالث عشر. العمل الأصلي العربي غير موجود اليوم، ولكن محتوياته معروفة من الترجمات اللاحقة.
ثمّة رسالة في الكتاب تتحدث عن الهندسة، تشبه كتابين من تأليف أرخميدس، وهما حول قياس الدائرة وحول الكرة والأسطوانة. وقد اُستُخدم كتاب بني موسى بصورة عامة على نطاق واسع في العصور الوسطى من العرب والأوروبيين، واستشهد به مؤلفون مثل ثابت بن قرة، وابن الهيثم، وليوناردو فيبوناتشي (في كتابه Practica geometriae)، وجوردانوس دي نيمور، وروجر بيكون. يتناول المفاهيم الهندسية للمساحة والحجم، وتثليث الزوايا، والبناء، والمقاطع المخروطية. ويتضمن الكثير من النظريات غير المعروفة لدى الإغريق، والتي تُعتبر متقدمة حتى بمفاهيم اليوم.
أعاد المؤرخ الأمريكي مارشال كلاجت نشر الكتاب باللغة اللاتينية مع ترجمة إنجليزية، وقد لخص أيضًا كيف أثر العمل على علماء الرياضيات الأوروبيين خلال العصور الوسطى وأثره في عصور النهضة الأوروبية.

## طالع أيضًا
- الرياضيات في عصر الحضارة الإسلامية